# Handelshochschule Köln

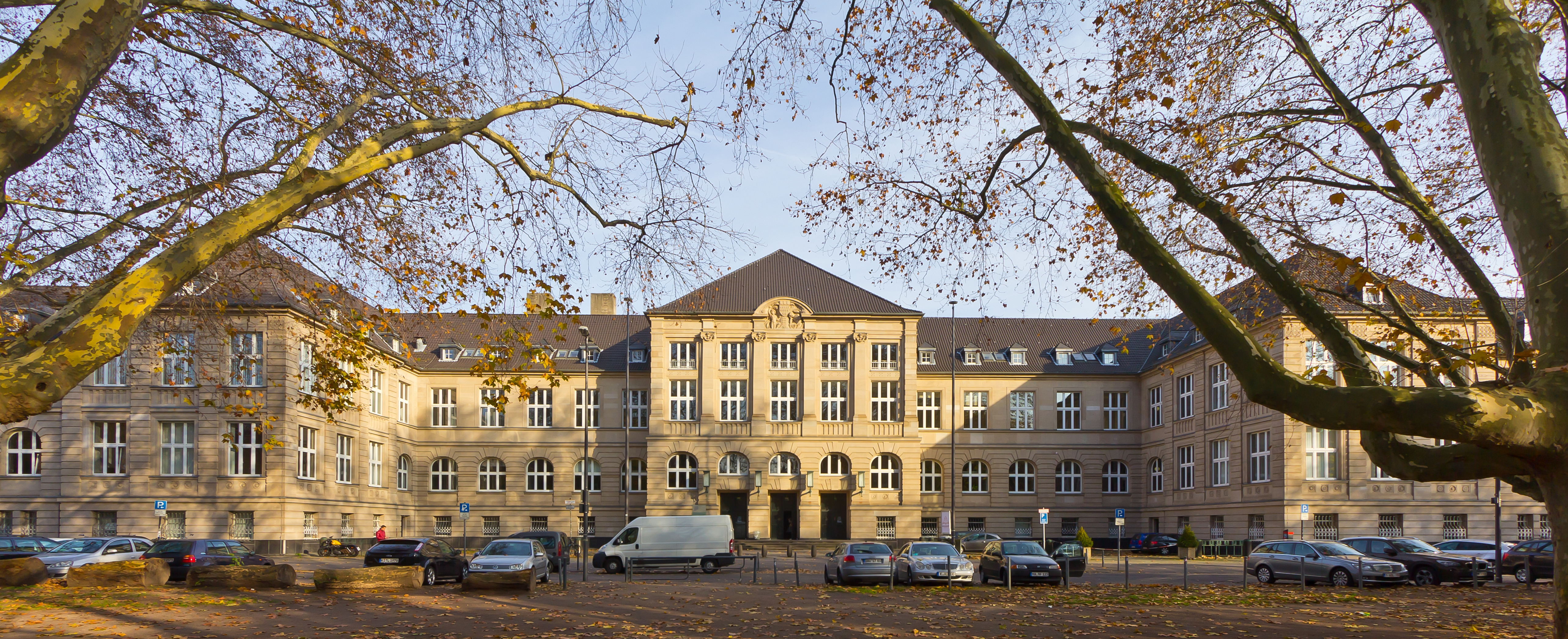
Ehemaliges Gebäude der Handelshochschule Köln (2012)

Die 1901 gegründete städtische Handelshochschule Köln war die erste selbständige Handelshochschule in Deutschland. Sie war eine der konstituierenden Hochschuleinrichtungen für die 1919 wiedergegründete Universität zu Köln, in der sie aufging.

## Vorgeschichte

Claudiusstraße 1 – Blick durch den Römerpark auf die Handelshochschule (1911)

Die erste städtische Universität in Deutschland, die 1388 gegründete Universitas Studii Coloniensis war 1798 während der Franzosenzeit wie bereits alle damaligen Universitäten in Frankreich geschlossen worden und durch eine Zentralschule als Ausbildungsstätte ersetzt worden. Seit der nun folgenden Zeit unter preußischer Herrschaft bemühte sich Köln um eine Wiedergründung oder Neugründung einer Hochschule. Dies gelang trotz mehrere Anläufe nicht. Die neue preußische Hochschule wurde 1818 in Bonn errichtet, und das für die neuen preußischen Westprovinzen geplante Polytechnikum wurde nach vielen erfolgten Gründungen von Polytechnika in Deutschland und Europa 1863 in Aachen gegründet und im Jahr 1870 als Königlich Rheinisch-Westphälische Polytechnische Schule zu Aachen eröffnet. Nach dem Deutsch-Französischen Krieg erfuhr die Universität Straßburg als Kaiser-Wilhelm-Universität allerhöchste Förderung. So waren die Bemühungen vor allem von Gustav von Mevissen, der schon Mitte der 1850er Jahre dafür warb, der Stadt wieder zu einer Hochschuleinrichtung zu verhelfen, lange von keinem Erfolg gekrönt. Dennoch passte er seine Vorstellungen jeweils den neuen Bedürfnissen und politischen Voraussetzungen an. Nachdem eine staatliche Universitätsgründung nicht mehr möglich schien, legte er zuletzt eine Denkschrift zur Gründung einer städtischen Handelsakademie vor, die er anlässlich der Goldenen Hochzeit des Kaiserpaares am 11. Juni 1879 mit der Ankündigung einer Stiftung für einen Hochschulfonds für eine zu gründende Kaiser-Wilhelm-Handelshochschule von anfangs 100.000 Mark verband, von der er hoffte, dass sie durch Zuwächse bald ein Kapital von etwa 1 Million Mark erreichen sollte. Es sollte aber wegen des Zögerns von Stadt, Provinzialverwaltung und kaufmännischen Berufsverbänden noch über zwei Jahrzehnte dauern, bis man zur Verwirklichung der Pläne gelangte. Zuerst wurde 1896 eine Handelshochschule in Leipzig gegründet und 1898 eröffnet, die allerdings an die Universität Leipzig angegliedert wurde. Im gleichen Jahr folgten auch die Handelsakademie St. Gallen und die k.k. Exportakademie Wien. Auch der Aachener Hochschule wurde 1898 eine Handelshochschule angegliedert. Dies beflügelte dann doch die Kölner Pläne, deren Verwirklichung Mevissen aber nicht mehr erlebte. Er und seine Frau, die ihn nur um zwei Jahre überlebte († 1901), hatten aber in ihrem Testament verfügt, dass die Stiftung aus ihrem Vermögen auf eine Million Mark aufgestockt werden sollte. Am 12. Juni 1900 beschloss die Kölner Stadtverordnetenversammlung unter Oberbürgermeister Wilhelm von Becker die Errichtung der Städtischen Handelshochschule Cöln, am 19. September folgte die staatliche Genehmigung und am 1. Mai 1901 fand in der kurz zuvor (1898/1899) erbauten Kölner Handelsschule am Hansaring die feierliche Eröffnung statt. Bis 1918 wurden in Deutschland so acht Handelshochschulen gegründet oder an bestehende Einrichtungen angegliedert. Die Aachener musste nach zehn Jahren ihre Lehrtätigkeit mangels Nachfrage einstellen, wohl auch bedingt durch den Kölner Erfolg.

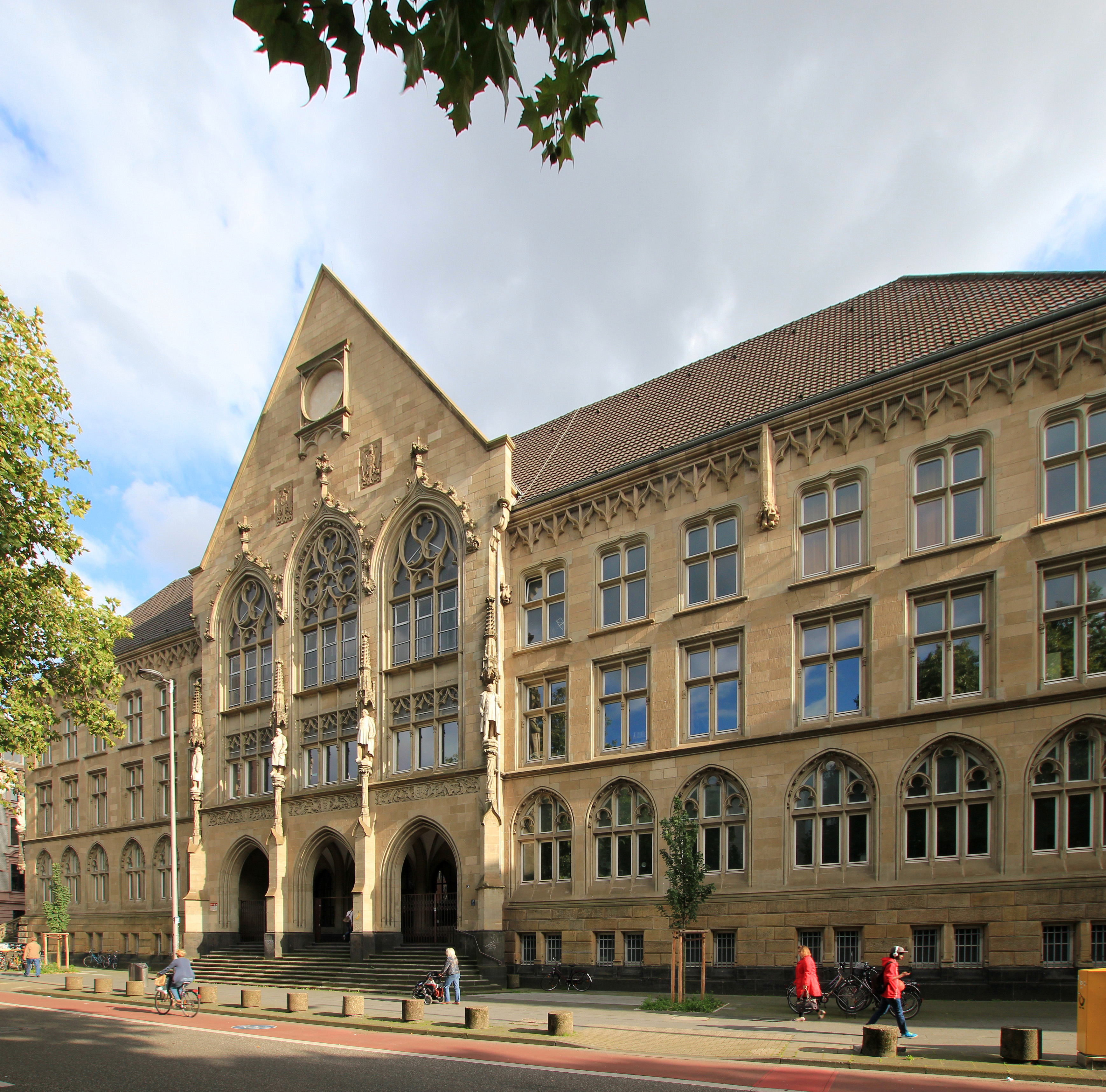
Standort Hansaring 1901–1907

## Organisation
Die Struktur von Hochschule und Lehrbetrieb folgte der Konzeption von Mevissen und den ersten Erfahrungen in Leipzig, die der Bonner Professor Eberhard Gothein, der mit Mevissen eng zusammengearbeitet hatte, in einer Denkschrift von 1900 für die Stadt Köln weiterentwickelt hatte. Auf dieser Grundlage wurden die konkreten Studienpläne und die Organisation der Hochschule vom 1900 berufenen Gründungsdirektor Hermann Schumacher konzipiert.
Der Lehrbetrieb begann mit 68 immatrikulierten Studenten, die von sechs Dozenten der Hochschule sowie elf Professoren der Universität Bonn im Nebenamt und zwölf Praktikern aus der Kölner Wirtschaft unterrichtet wurden. Zulassungsvoraussetzung war Abitur oder Berechtigung zum Einjährig-Freiwilligen Militärdienst und abgeschlossene kaufmännische Lehre oder eine Ausbildung auf einem Lehrerseminar. Die Mindest-Studiendauer für Diplom-Kaufleute und -Handelslehrer betrug anfangs vier Semester, ab 1904 für Handelslehrer fünf.
Studieninhalte mit großem Praxisbezug waren Handelstechnik als Vorläufer der Betriebswirtschaftslehre, Nationalökonomie als Vorläufer der Volkswirtschaftslehre, Rechtswissenschaft. Von Beginn an waren das Fach Französisch und das Fach Englisch durch je eine ordentliche Professur vertreten, die Arnold Schröer und Etienne Lorck innehatten. Aber auch Geographie, Chemie und Technik gehörten zu den wichtigsten Fächern. Fächer wie Kunstgeschichte sollten die Allgemeinbildung der Studenten befördern. Sie wurden abends angeboten und waren öffentlich für alle Kölner. Die erste kunstgeschichtliche Vorlesung über Rheinische Kunstgeschichte hielt Paul Clemen. Später wurde das Fach vom Direktor des Wallraf-Richartz-Museums, Professor und Hofrat Carl Aldenhoven übernommen. Durch Lehraufträge wurde der Praxisbezug und die Vielfalt des Lehrangebots zusätzlich verstärkt. So war für die spätere Universität hier schon eine Keimzelle für die Philosophische Fakultät angelegt.
Die Handelshochschule war für die Entwicklung der Lehre der „Handelstechnik“ zur Betriebswirtschaftslehre federführend, nicht nur durch Schmalenbach, sondern auch durch die Einrichtung von Lehrstühlen für spezielle Betriebswirtschaftslehren. So war Paul Moldenhauer der erste Professor für Versicherungsbetriebslehre in Deutschland (1901 Habilitation in Köln, 1903 a.o. Professor, 1907 ordentlicher Professor).
Die Handelshochschule war, wie auch ihr damaliger Rektor Otto Wilhelm Thomé, Mitglied der Deutschen Kolonialgesellschaft, Abteilung Köln.
Die Verzahnung der Hochschule mit der Stadt wurde durch das Kuratorium erreicht, das zu allen Fragen der Hochschule, auch zu Berufungslisten, Stellung beziehen konnte und das mehrheitlich besetzt von Vertretern von Stadt und Bezirksregierung unter dem Vorsitz des Oberbürgermeisters tagte.
Die Zahl der Studenten stieg schnell an, im Wintersemester 1905/06, dem 10. Semester, wurden 304 gezählt, im Wintersemester 1913/14 waren es schon 600, eine Zahl, die zu dieser Zeit von keiner anderen Handelshochschule in Deutschland erreicht wurde. Auch die Zahl der ausländischen Studenten war mit 15 % so hoch wie man sie später nie mehr erreichte. Durch Ministerialerlass vom 7. Februar 1907 wurden bei entsprechender Vorbildung auch Frauen zum Studium zugelassen.

## Bauten und Standorte
Der Kölner Bauamtsleiter und spätere Stadtkonservator Friedrich Carl Heimann hat die Bauten und die Bauumstände mit vielen Bildern und Bauzeichnungen 1908 im Zentralblatt der Bauverwaltung ausführlich dargestellt.
Steigende Studentenzahlen ließen es ratsam erscheinen, für die Hochschule ein eigenes Gebäude zu errichten, da die Nutzung des Hauptflügels des heutigen Hansagymnasiums nicht mehr ausreichte. Schon 1902 wurde deshalb ein Neubau geplant, dessen Entwurf durch Wettbewerb ermittelt am 10. November 1904 genehmigt wurde. Nach zwei Jahren Bauzeit und knapp 2,5 Millionen Mark Baukosten wurde der Neubau nach dem Entwurf von Ernst Vetterlein in der Südstadt, in Rheinnähe und im inneren Festungsring Köln gelegen, am 26. Oktober 1907 feierlich eröffnet. Das für 400 Studierende geplante Gebäude machte bald einen 1914 errichteten Anbau, den Südflügel, notwendig, der nun mit dem Haupthaus für etwa 1000 Studierende ausreichen sollte.
Das Gebäude wurde mit seiner Schauseite nicht zum Rhein ausgerichtet, sondern kontemplativ zum Römerpark hin über den eine Sichtachse aus der Teutoburger Straße mit Mittelstreifenallee über das Eierplätzchen auf den Mittelrisalit des Hauptteils mit dem allegorisch gestalteten Wappen der Stadt Köln im Giebelfeld zuführte. Die anschließenden Seitenflügel der 140 m langen Front, in die zwei kleine Innenhöfe integriert sind, sind gering niedriger. Die Rheinfront ist 80 m lang. Zwischen den dreigeschossigen Gebäudeteilen sind wiederum zwei große Innenhöfe eingebettet, die den Gebäudeteilen Licht zuführen. Das Gebäude war zeitgemäß mit einer Reihe von Türmchen verziert, die beim Wiederaufbau nicht mehr restauriert wurden. Das an das deutsche Neobarock erinnernde Gebäude wirkt so noch klarer gegliedert. Den Mittelpunkt des Gebäudes bildet das Treppenhaus, 14,50 m lang, 10,70 m breit und 9 m hoch und von drei Seiten von Umgängen umgeben. Der größte Hörsaal mittig im Obergeschoss fasste 328 Personen. Die ovale Aula an der Rheinfront diente auch den öffentlichen Vorlesungen und war deshalb von dort her direkt zugänglich. Auch eine Turnhalle gab es. Bemerkenswert und zeitbedingt waren die integrierten Wohnungen für Pedell und die Diener der naturwissenschaftlichen Institute sowie ein repräsentatives Zimmer für den Direktor.

## Ende der Hochschule
Als nach dem Ersten Weltkrieg die Kaiser-Wilhelms-Universität Straßburg wieder zur französischen Hochschule wurde, sah der amtierende Kölner Oberbürgermeister Konrad Adenauer die Chance, für Köln doch noch die Rheinische Hochschule zu etablieren, was dann 1919 mit dem Zusammenschluss der Kölner Hochschuleinrichtungen zur Universität zu Köln wiederum als städtische Einrichtung gelang. Diese nutzte das Gebäude bis 1934. Danach zog hier die Gauleitung des Gau Köln-Aachen der Nationalsozialistischen Deutschen Arbeiterpartei, ein. Nach dem Kriege hatte unter anderen die Lufthansa hier bis 1969 ihren Deutschlandsitz. Seit 1971 wird das Gebäude durch die Fachhochschule Köln genutzt, welche 2015 zur Technischen Hochschule Köln (kurz: TH Köln) umbenannt wurde. Das Gebäude steht seit 1985 unter Denkmalschutz.

## Bekannte Professoren
- Christian Eckert (1874–1952), Nachfolger des Gründungsdirektors und später erster Rektor der Universität
- Bekanntester Dozent an der Hochschule war Eugen Schmalenbach (1873–1955), der unmittelbar nach seinem Studium an der Handelshochschule Leipzig und anschließendem Aufbaustudium der Nationalökonomie an der dortigen Universität ab 1902 in Köln als Privatdozent und ab 1906 als Professor wirkte. Er gilt als Vater der Betriebswirtschaftslehre
- Julius Hirsch (1882–1961), habilitierte sich hier 1911 und wurde hier erster Professor der Privatwirtschaftslehre/Bwl jüdischen Glaubens in Deutschland
- Otto Wilhelm Thomé (1840–1925), Rektor der Handelshochschule und Botaniker
- Alfred Ludwig Wieruszowski (1857–1945), Jurist am Oberlandesgericht Köln und Professor an der Universität zu Köln, seit 1909 Dozent an der Handelshochschule
- Leopold von Wiese (1876–1969), 1915 Professor für Volkswirtschaftslehre und 1919 erster Professor für Soziologie in Deutschland an der Universität

## Bekannte Absolventen
- Robert Debes (1878–1962), Rektor der Hochschule St. Gallen
- Friedrich Flick (1883–1972), Volkswirt, Unternehmer, Wehrwirtschaftsführer und verurteilter Kriegsverbrecher
- Hilmar Reksten (1987–1980), norwegischer Reeder und Unternehmer
- Oskar Sillén (1883–1965), Professor für Betriebswirtschaftslehre an der Handelshochschule Stockholm und Begründer des Fachs Wirtschaftsprüfung dort
- Wilhelm Sollmann (1881–1951), Journalist und SPD-Politiker, Professor in den USA
- Fritz Terhalle (1889–1962), Wirtschaftswissenschaftler, Professor in Hamburg und München